# Dmitri Sautin
Dmitri Sautin (n. 15 martie 1974, Voronej, RSFS Rusă, URSS) este un săritor în apă ce a reprezentat Rusia, medaliat olimpic. A participat la 5 ediții ale Jocurilor Olimpice (1992, 1996, 2000, 2004, 2008) în care a câștigat două medalii de aur, două medalii de argint și 4 medalii de bronz.